# Euphorbia gundlachii
Euphorbia gundlachii är en törelväxtart som beskrevs av Ignatz Urban. Euphorbia gundlachii ingår i släktet törlar, och familjen törelväxter.
Artens utbredningsområde är Kuba. Inga underarter finns listade i Catalogue of Life.